# アントニウス・ハンブルク
アントニウス・ハンブルク（Antonius Hambroek、1607年 - 1661年7月21日）は、台湾に派遣されたオランダの宣教師である。
ハンブルクは1648年に台湾へと派遣された。
鄭成功が台湾に侵攻し、ゼーランディア城包囲戦が開始された。ハンブルクはこの際に他の多くのオランダ人とともに捕らえられた。
鄭成功は城内の指揮官であるフレデリック・コイエットに降伏しなければハンブルクたちを殺害すると通達した。コイエットはこれに従わず、1661年7月21日、ハンブルクを含む男性たちは殺害された。
捕虜のなかには多くのオランダ人女性が含まれており、ハンブルクの妻や娘もいた。コイエットが降伏を拒否すると、これらの女性たちは彼らの妻になるために中国の将兵に売り払われた。鄭成功自身も、ハンブルクの娘を妾としたと言われている。